# Station Eastbourne
Eastbourne is een spoorwegstation van National Rail in Eastbourne in Engeland. Het station is eigendom van Network Rail en wordt beheerd door Southern. 

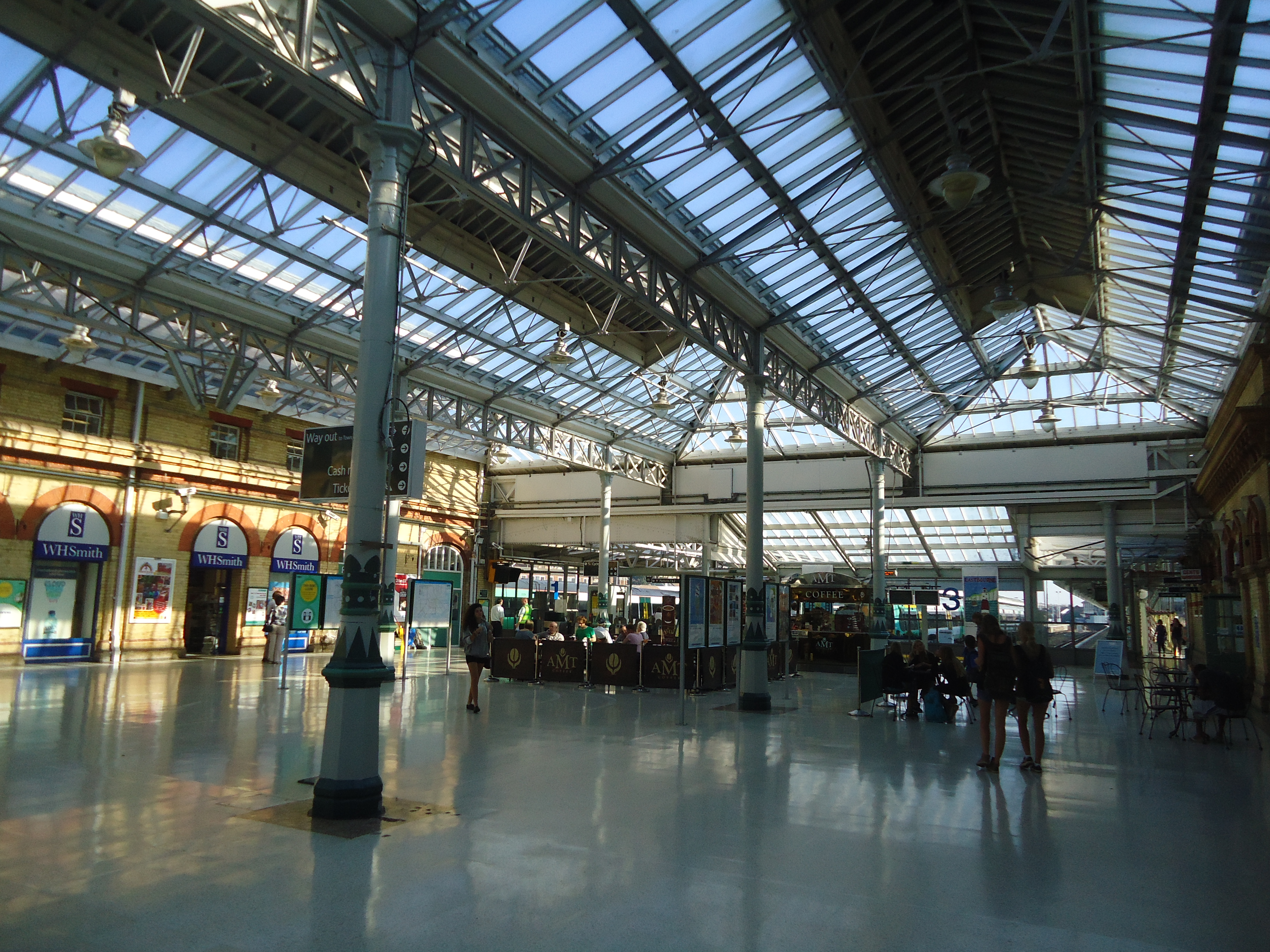
Stationshal
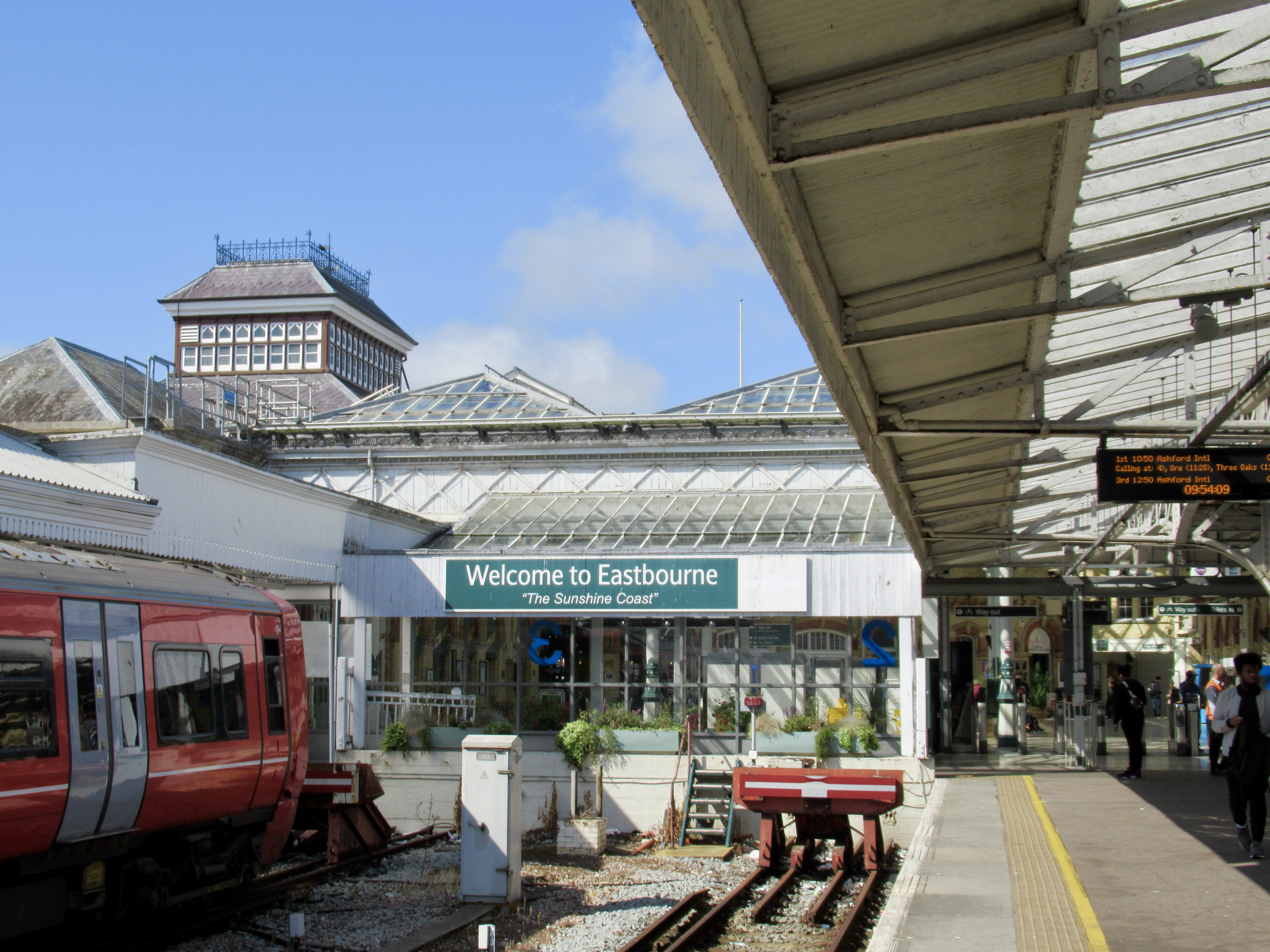
Perron